# Gainsborough Creek
Gainsborough Creek är ett vattendrag i Kanada.   Det ligger i provinserna Manitoba och Saskatchewan.
Trakten runt Gainsborough Creek består till största delen av jordbruksmark. Trakten runt Gainsborough Creek är nära nog obefolkad, med mindre än två invånare per kvadratkilometer.